# ويليام لاشلي
ويليام لاشلي (وُلد في 25 ديسمبر 1867 - وتوفّي في 12 يونيو 1940) كان بحارًا في البحرية الملكية البريطانيّة، وشارك في كلّ من بعثة الاستكشاف البريطانية، وبعثة تيرا نوفا التان أرسلتا إلى القارة القطبية الجنوبية لاكتشافها، وحصل بعدها على الميدالية القطبية. كُرّم لاشلي أيضًا بمنحه وسام ألبرت لإنقاذ الحياة حيث كان له دور رئيسي في إنقاذ حياة أحد رفاقه خلال بعثة تيرا نوفا.

## حياته
ولد ويليام لاشلي في الخامس والعشرين من ديسمبر عام 1867 في قرية هامبلدون بمقاطعة هامبشاير بإنجلترا، وهي قرية تقع بالقرب من بورتسموث ، إنجلترا، وكان والده عاملاً في مزرعة.
ذهب ويليام لاشلي إلى المدرسة في مقاطعة هامبشاير حتى بلغ عمره 13 عامًا، ثمّ تركها ليعمل مع والده كمُسقِّف، ثم عمل موظفًا حكوميًا إلى أن التحق بالبحرية الملكية البريطانيّة في عام 1899.

## مسيرته المهنية

### بعثة الاستكشاف البريطانية
انضم ويليام لاشلي في عام 1901 إلى بعثة الاستكشاف البريطانيّة، وكان يبلغ من العمر آنذاك 33 عامًا، وكان وقادًا رائدًا في البحرية الملكية البريطانيّة، حيث خدم في السفينة صاحبة الجلالة دوق ويلنغتون. أثبت ويليام لاشلي في هذه الحملة نجاحه، وأصبح عضوًا في فريق المستكشف البريطاني روبرت فالكون سكوت التي عُرفت باسم الغرب الأقصى لاستكشاف أرض فيكتوريا في عام 1903.
كان ويليام لاشلي شخصاً هادئًا، وقويًا، ولطيفًا، ويمكن الاعتماد عليه، وكان ممتنعًا عن التدخين، وغير مدخن. وصفه المستكشف والمهندس البريطاني ريجينالد سكيلتون بأنّه كان أفضل رجل في السفينة لأقصّى حدّ. عمل ويليام لاشلي مدرساً في الكلية البحرية الملكية بمدينة أوزبورن في مقاطعة جزيرة وايت أن ينضم إلى بعثة سكوت التالية لاستكشاف القطب الجنوبي في عام 1910.

### بعثة تيرا نوفا
في الرحلة الاستكشافية الثانية لسكوت والتي استمرت منذ عام 1911، وحتّى عام 1913، كان ويليام لاشلي مسؤولًا في البداية عن إحدى الزلاجات ذات المحرّكين للبعثة، والتي كان من المقرر أن تنقل الإمدادات جنوبًا لدعم فرقة الاستكشاف القطبية، ولكن سرعان ما تحطّمت الزلاجات، واضطر فريق المحرّك إلى التحول إلى نقل الإمدادات يدوياً.
رافق ويليام لاشلي في 4 يناير 1912 كلّ من الملازم إدوارد إيفانز، والمستكشف توم كرين كعضو في آخر فرقة دعم أرسلها سكوت عائدة إلى المملكة المتحدة في طريقه إلى القطب الجنوبي. وخلال رحلة العودة التي بلغ طولها 730 ميلًا (أي حوالي 1170 كيلومترًا)، أصيب الملازم إيفانز بمرض الاسقربوط، وظلت حالته تتدهور حتى انهار تماماً في يوم 11 فبراير، وأصبح غير قادر على المشي. كان المعسكر الواقع في شبه جزيرة هت بوينت لا يزال على بعد 100 ميل (أي حوالي 160 كم) من الفريق حتّى أنّ إيفانز حاول إقناع زميليه لاشلي وكرين بتركه لإنقاذ أنفسهم، ولكنهم رفضوا.
قام لاشلي وكرين بربط إيفانز على الزلاجة، وظلوا يسحبوه لعدة أيام حتى أوشك الطعام على النفاذ، ولم يعد هناك ما يكفي سوى ليوم أو يومين، بينما كانوا مضطرين إلى التوقف لمدة أربعة أو خمسة أيام. بقي لاشلي مع إيفانز في الخيمة لتمريضه بينما واصل كرين السير لمسافة 35 ميلاً (60 كم) بمفرده إلى أن وصل بعد 18 ساعة إلى معسكر هت بوينت لطلب المساعدة.
نشرت العديد من المجلات مقتطفات من رحلة لاشلي القطبية/ كما نُشرت القصة الكاملة لمعاناته مع تلف الزلاجات الآلية، ورحلة عودته مع إيفانز في كتاب أسوأ رحلة في العالم الذي يؤرخ لبعثة تيرا نوفا، والذي ألفه المستكشف أبسلي شيري جيرارد أحد المشاركين في البعثة الذين بقوا على قيد الحياة. حصل كل من لاشلي وكرين بعد عودتهم على وسام ألبرت لإنقاذهم حياة إيفانز.

### البحرية الملكية البريطانيّة
تقاعد ويليام لاشلي من البحرية الملكية البريطانية بعد عودته من القطب الجنوبي، إلا أنّه انضم على الفور إلى قوات الاحتياط في القوات المسلحة البريطانية، وخدم في الحرب العالمية الأولى حيث خدم على متن السفينة صاحبة الجلالة أميثيست، والسفينة صاحبة الجلالة إريزيستبل. عمل ويليام لاشلي بعد ذلك ضابط جمارك في مدينة كارديف. تقاعد ويليام لاشلي نهائياً في عام 1932، وعاد إلى قرية هامبلدون حيث عاش في منزل أسماه مينا بلاف، والذي بُعد حالياً أحد المعالم المرتبطة برحلات استكشاف القطب الجنوبي. توفّي ويليام لاشلي في 12 يونيو عام 1940.

## كتاب يوميات أنتاركتيكا
قام أنتوني ريتشاردز إليس في عام 1969 بتحرير ونشر كتاب تضمّن يوميات ويليام لاشلي تحت عنوان (تحت قيادة سكوت: يوميات لاشلي في القطب الجنوبي). يقدّم الكتاب رواية صادقة لأحداث ووقائع كل من بعثة الاستكشاف البريطانيّة وبعثة تيرا نوفا من منظور أحد البحارة بدلاً من الروايات المتداولة على لسان الضباط.